# Helmut Melchert
Helmut Melchert (* 24. September 1910 in Kiel; † 12. September 1991 in Hamburg) war ein deutscher Opernsänger (Tenor).

## Leben

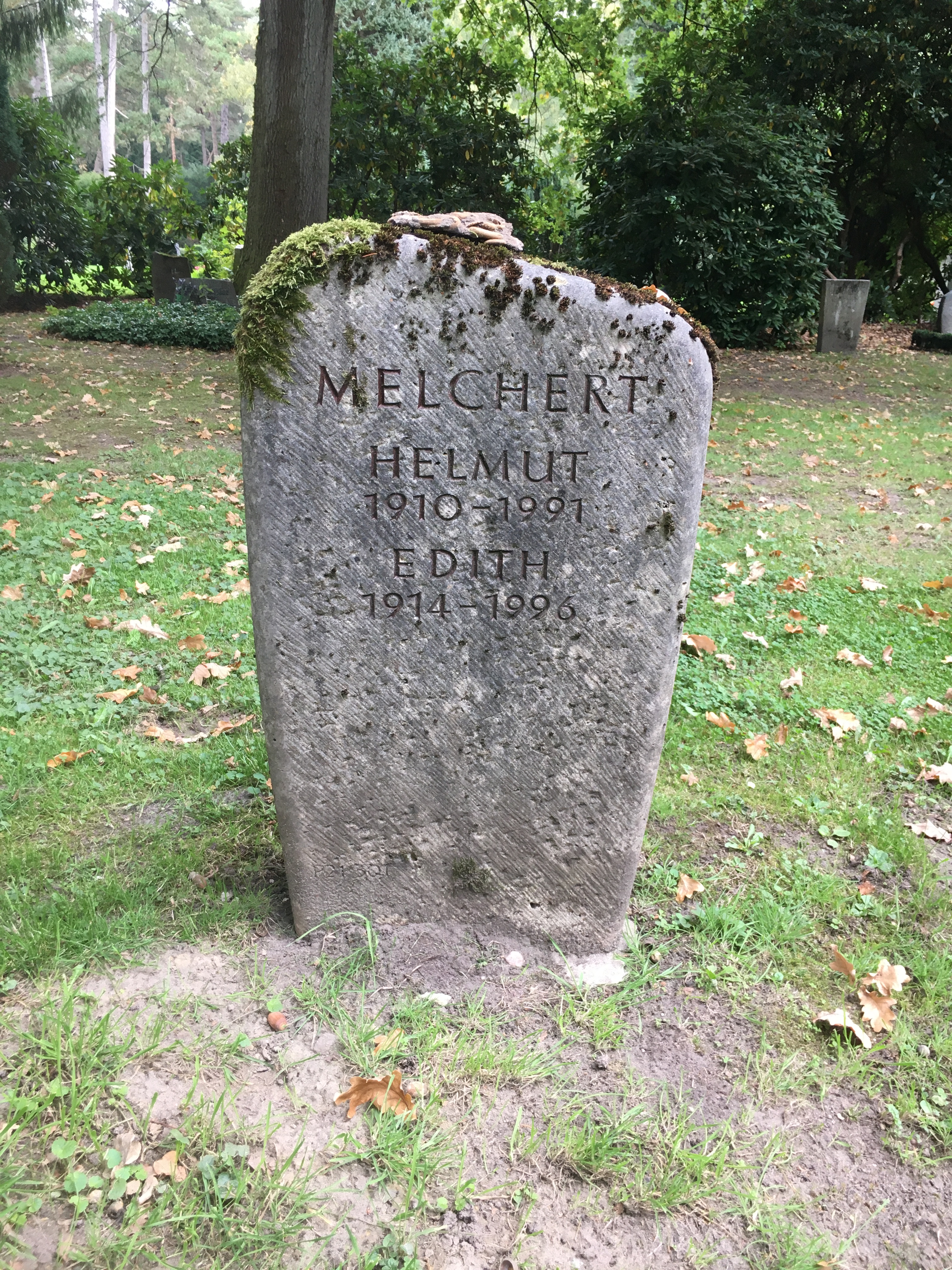
Grabstätte auf dem Friedhof Ohlsdorf

Als Sohn eines Ober-Steuersekretärs geboren, studierte Melchert ab 1930 Musikwissenschaft und Klavierspiel, zuerst an der Akademie der Künste, dann an der Hamburger Musikhochschule. Während seines Studiums wurde er 1931 Mitglied der Berliner Burschenschaft Normannia und gehörte 1939 der Kameradschaft Priebus an.
Ab 1934 studierte er Gesang. 1936 gab er sein Debüt als Konzertsänger und begann 1939 am Opernhaus Wuppertal seine Bühnenkarriere. Dort war er 1941 an der Uraufführung der Oper Fürstin Tarakanowa von Boris Blacher beteiligt. 1943 ging er an die Hamburger Staatsoper, wo er sich als Wagner-Tenor einen Namen machte und bis 1977 auftrat. Nach 1945 hatte er zahlreiche Gastrollen, unter anderem an der Städtischen Oper Berlin, an der Covent Garden Opera in London, in Wien, Düsseldorf, Amsterdam und in München. Am Opernhaus Essen nahm er 1954 an der Uraufführung von Wolfgang Fortners Oper Der Wald teil. 1957 war er am Opernhaus Zürich im Rahmen der Weltmusiktage der Internationalen Gesellschaft für Neue Musik (ISCM World Music Days) an der szenischen Uraufführung von Arnold Schönbergs Moses und Aron als Aron beteiligt.
Von 1961 bis 1975 hatte er einen Lehrauftrag an der Hochschule für Musik und Theater Hamburg.
Helmut Melchert verstarb kurz vor Vollendung seines 81. Lebensjahres und wurde auf dem Friedhof Ohlsdorf beigesetzt. Die Grabstätte liegt im Planquadrat P 21 oberhalb der Cordesallee.